# Ell & Nikki
Ell & Nikki, cunoscut și ca Eldar & Nigar, este un duo pop azer format din cântăreții Eldar Qasımov și Nigar Camal. Pe 14 mai 2011 ei au câștigat Concursul Muzical Eurovision 2011 din Düsseldorf pentru Azerbaidjan cu melodia „Running Scared”. A fost pentru prima dată când Azerbaidjan a câștigat concursul, fosta cea mai bună melodie clasată fiind „Always”, pe locul trei în 2009. Deși Nigar Camal a reprezentat Azerbaidjan, ea locuiește în Enfield, în nordul Londrei.

## Istoric

### Concursul Muzical Eurovision 2011

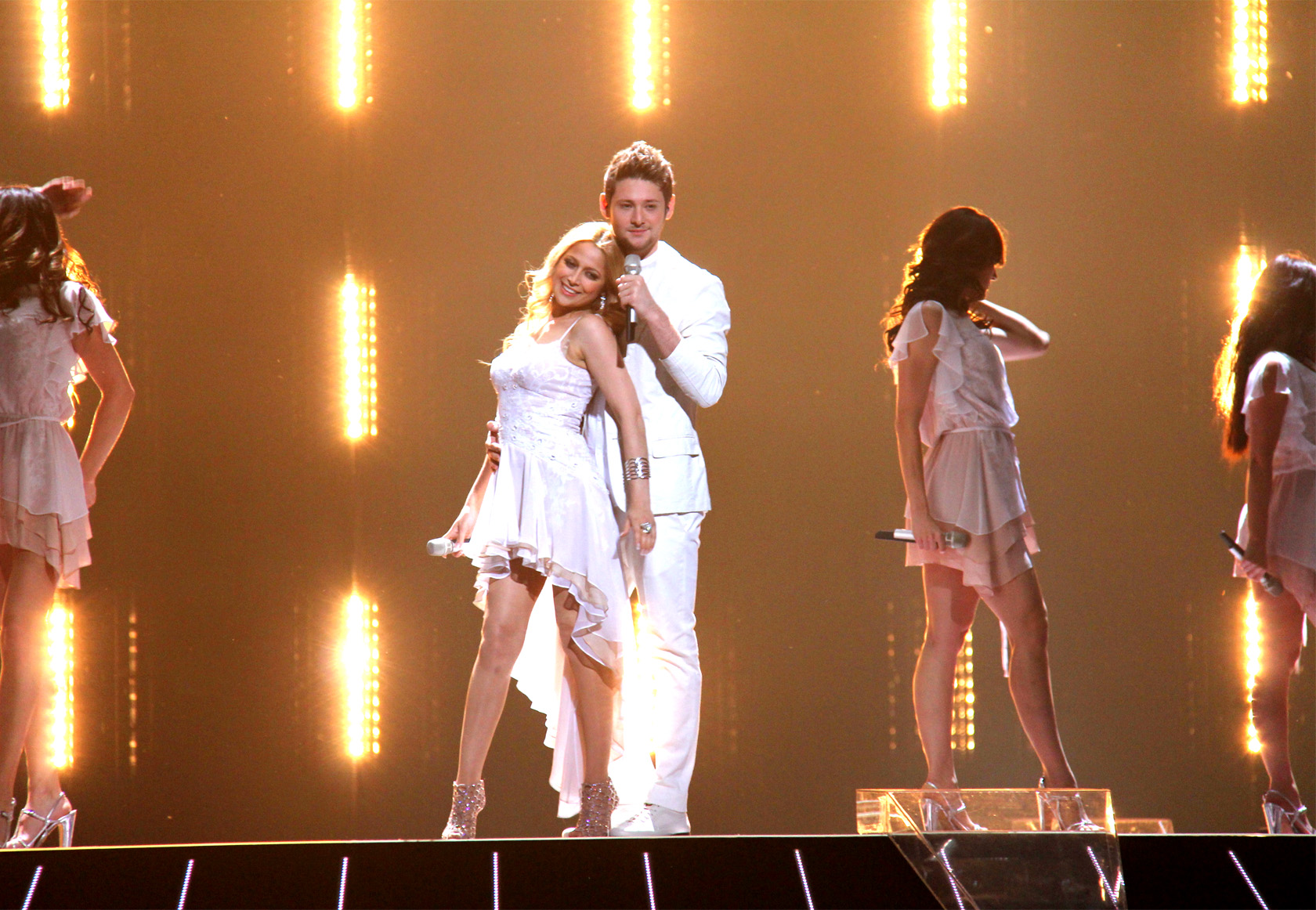
Eldar și Nigar pe scena din Düsseldorf

Qasımov și Camal au participat separat la selecția națională azeră „Milli Seçim Turu 2011”. Ei s-au calificat în finala de pe 11 februarie 2011 alături de alți trei cântăreți, unde au câștigat dreptul de a reprezenta Azerbaidjanul la Concursul Muzical Eurovision 2011 din Düsseldorf, Germania, cu piesa „Running Scared”. Deși inițial a fost planificat ca un singur individ să reprezinte țara, İTV a decis ca Eldar și Nigar să formeze un duo.
În prima semifinală a concursului Eurovision din 10 mai 2011, cei doi au obținut 122 de puncte și locul al doilea, iar în finala de pe 14 mai au primit în total 221 de puncte, ocupând primul loc.

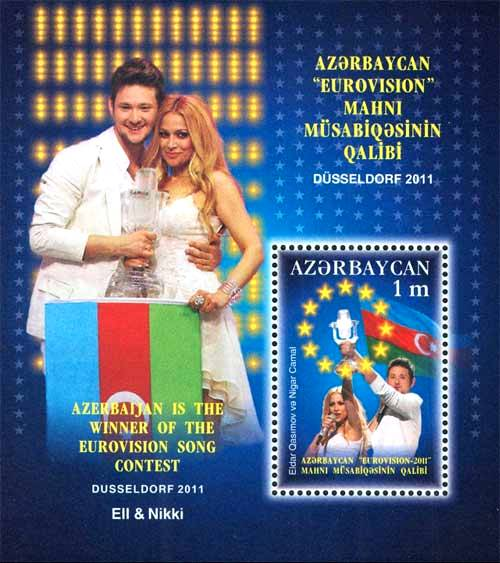
Timbrul poștal dedicat victoriei de la Eurovision.

### 2011-prezent
După câștigarea Concursului Muzical Eurovision 2011, Eldar și Nigar au călătorit în mai multe țări din Europa pentru a-și promova piesa. Cei doi au primit „Premiul pentru Pace și Prietenie” în orașul Karadeniz Ereğli pentru fluturarea unui steag turcesc pe scenă, în timpul finalei. Azerbaidjan și Germania au emis un timbru poștal dedicat victoriei lui la Eurovision.
Întrebată într-un interviu pentru Daily Mail despre intenția de a continua să lucreze împreună, Nigar Camal a declarat că momentan cei doi doresc să urmeze o carieră solo, dar nu a exclus posibilitatea de a mai colabora cu Eldar Qasımov pe viitor.
Cei doi au apărut în actul de interval al celei de-a doua semifinale a Concursului Muzical Eurovision 2012 din Baku, unde au interpretat piesa „Waterloo” alături de câștigătorii ultimilor cinci ani: Marija Šerifović, Dima Bilan, Alexander Rybak și Lena. 

## Discografie

### Discuri single

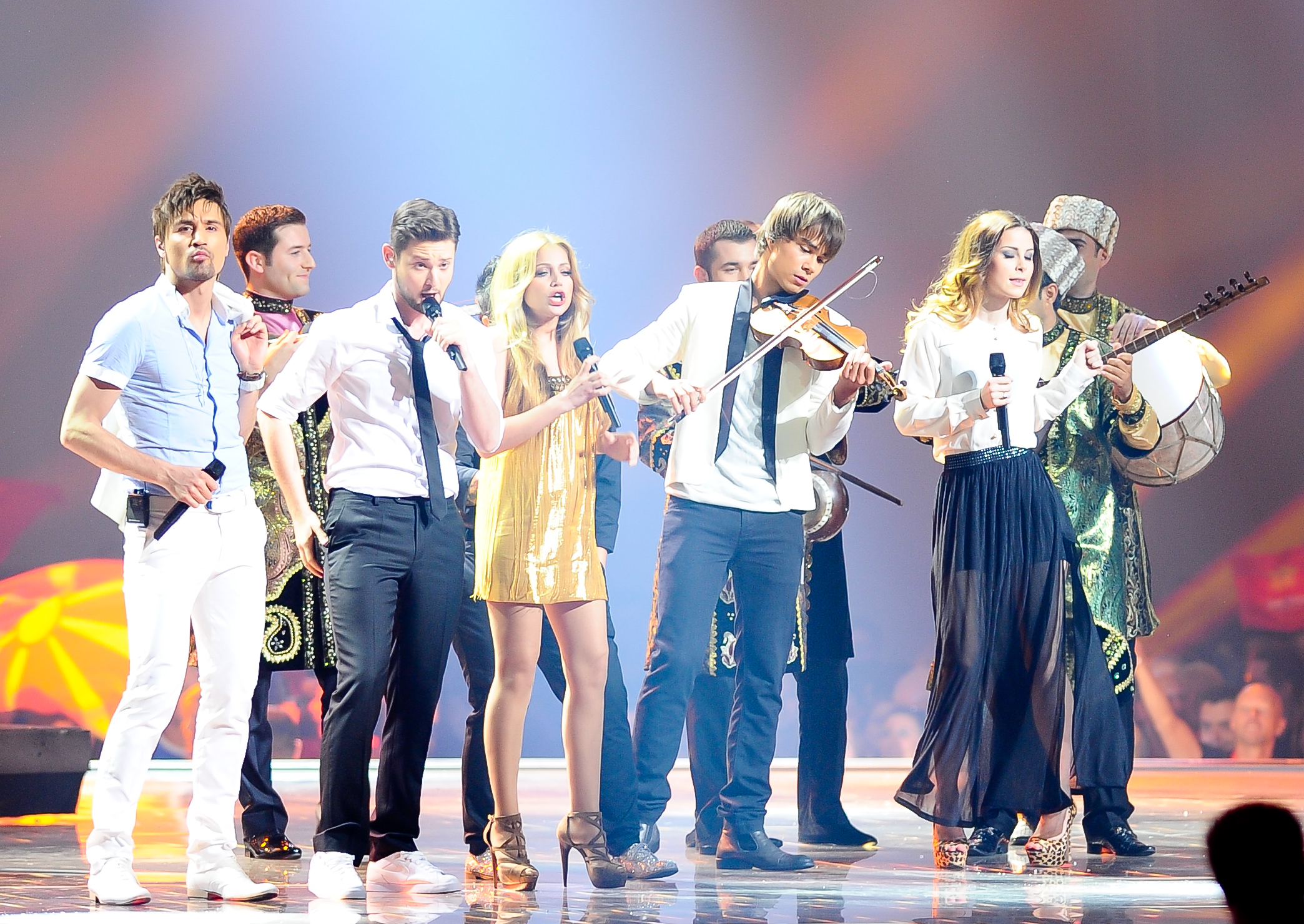
Eldar și Nigar în actul de interval al celei de-a doua semifinale a Concursului Muzical Eurovision 2012.

| An   | Single           | Cele mai înalte poziții | Cele mai înalte poziții | Cele mai înalte poziții | Cele mai înalte poziții | Cele mai înalte poziții | Cele mai înalte poziții | Cele mai înalte poziții | Cele mai înalte poziții |
| An   | Single           | Austria                 | Belgia (Flandra)        | Belgia (Valonia)        | Elveția                 | Germania                | Irlanda                 | Olanda                  | Regatul Unit            |
| ---- | ---------------- | ----------------------- | ----------------------- | ----------------------- | ----------------------- | ----------------------- | ----------------------- | ----------------------- | ----------------------- |
| 2011 | „Running Scared” | 22                      | 37                      | 9                       | 11                      | 33                      | 41                      | 59                      | 61                      |